# Drederick Tatum
Drederick Tatum (stemmelagt af Hank Azaria) er en fitkiv bokser, der optræder i komedieserien The Simpsons. Han har optrådt i flere episoder, især som Homers modstander i "The Homer They Fall". 
Tatum, er tidligere olympisk guldmedaljevinder fra 1984, og blev herefter verdensmester i sværvægt efter at have besejret Watson i den stærkt promoverede "Bout to Knock the Other Guy Out!". Tatum voksede op i Springfield, og husker den som, "That town was a dump" og bemærker, at "If you ever see me back there, you know I really fu*#ed up bad!". Han sad senere i fængsel efter at have skubbet hans mor ned ad trappen. Han plejede at være kendt for at have et stort temperament men er nu i fuld kontrol med sine handlinger. Efter sin løsladelse blev han booket til en comeback kamp mod Homer, som havde startet en boksekarriere og var ubesejret og kendt for hans evne til at tage imod slag uden at falde. På dette tidspunkt var hans manager Lucius Sweet, en ond boksepromotor (og parodi på Don King). Tatums straffeattest er blevet henvist til flere gange, sammen med hans økonomiske problemer, og da Homer redder ham fra en trafikulykke, siger Tatum "I'm forever indebted to you--and my many creditors!". Tatum er en åbenlys parodi på Mike Tyson, helt ned til hans straffeattest og skingre, læspen stemme, samt hans palæ fuld af eksotiske dyr. Han har også kort optrådt i The Simpsons Movie, hvor han er fanget under kuplen med de øvrige Springfield-borgere. Han er set forsøge at bryde kuplen ved hjælp af et "low-blow".
Han besøgte også Springfield Elementary School for at holde en tale, men Lisa endte med at bruge ham til at teste hendes hypotese om, at bøllers tendens til at angribe nørder skyldes en vis kemikalie i deres sved, som viste sig at være sandt, da Nelson reagerede modstræbende instinktivt på gå op til Drederick og slå ham, mens Drederick bad Nelson om at stoppe, ellers ville han sparke ham. Han er også en ven af Carl (de mødtes ved en fest ved Dr. Hibbert).